# Williamson (Iowa)
Williamson es una ciudad ubicada en el condado de Lucas en el estado estadounidense de Iowa. En el Censo de 2010 tenía una población de 152 habitantes y una densidad poblacional de 182,83 personas por km².

## Geografía
Williamson se encuentra ubicada en las coordenadas 41°5′18″N 93°15′25″O / 41.08833, -93.25694. Según la Oficina del Censo de los Estados Unidos, Williamson tiene una superficie total de 0.83 km², de la cual 0.83 km² corresponden a tierra firme y (0%) 0 km² es agua.

## Demografía
Según el censo de 2010, había 152 personas residiendo en Williamson. La densidad de población era de 182,83 hab./km². De los 152 habitantes, Williamson estaba compuesto por el 96.05% blancos, el 0.66% eran afroamericanos, el 0% eran amerindios, el 0% eran asiáticos, el 0% eran isleños del Pacífico, el 3.29% eran de otras razas y el 0% pertenecían a dos o más razas. Del total de la población el 4.61% eran hispanos o latinos de cualquier raza.